# Paul Kornfeld
Paul Kornfeld, född den 11 december 1889 i Prag, död den 25 april 1942 i Łódź, var en tysk författare.
Kornfeld var från 1914 i många år bosatt i Frankfurt am Main och Kronberg im Taunus, senare i Berlin och Darmstadt. År 1932 återvände han till Prag, varifrån han 1941 på grund sin judiska börd deporterades till Łódź getto. Kornfeld tillhörde de expressionistiska dramatikerna. I hans abstrakta skådespel Die Verführung (1916) och Himmel und Hölle (1919) finns inga karaktärer, endast själar. Ruben Berg skriver i Nordisk familjebok: "afsiktligt vänder han sig ifrån den psykologiska sannolikhetsdramatiken, ty 'psykologien säger om människans väsen lika litet som anatomien', och kräfver en ny skådespelartyp, som i sitt spel undviker att imitera kroppsliga realiteter, öfverjordisk förklaring, sträfvan efter mer än mänsklig godhet och kärlek, förbindas med skräckromantiska och spökfantastiska scenkontraster". Legende (1917) slutar med upprättandet av en asyl av salig frid och utopisk ödmjukhet. Komedin Der ewige Traum (1922) åter visar skepticism genom att teckna det evigt komiska och fruktlösa i alla revolutioner. Bland Kornfelds verk märks även lustspelet Palme oder Der Gekränkte (1924) och tragedin Jud Süss (1930).